# Epropetes hirsuta
Epropetes hirsuta là một loài bọ cánh cứng trong họ Cerambycidae.